# 竿本樹生
竿本 樹生（さおもと たつき、1996年10月4日 - ）は、日本の男性総合格闘家。和歌山県和歌山市出身。BRAVE所属。現ZSTフライ級王者。

## 来歴
小学2年生の時、父親の知人が開くジムでレスリングとキックボクシングを同時に始めた。レスリングでは高校インターハイ3位、ジュニアオリンピックカップ2位、全国高校グレコローマンスタイル2位などの実績を持つ。大学から声もかかったが、高校卒業後は宮田和幸の格闘技ジム「BRAVE」の内弟子になりジムに住みこみ練習を積んだ。
2015年7月19日、総合格闘技デビュー戦となったBRAVE FIGHT 10にて草信孝謙と対戦し、1Rにリアネイキッドチョークによる一本負けを喫した。
2016年8月7日、ZST初出場となったZST.52にて高橋拓也と対戦し、2RにグラウンドパンチによるTKO勝ちを収めた。
2018年5月12日、ZST.60の第4代ZSTフライ級王座決定戦にて加マーク納と対戦し、3-0の判定勝ちを収め王座獲得に成功した。
2019年12月15日、DEEP初出場となったDEEP 93 IMPACTにてハシャーン・フヒトと対戦し、3-0の判定勝ちを収めた。

### RIZIN
2020年8月10日、RIZIN初出場となったRIZIN.23 - CALLING OVER -にてWSOFフライ級王者の中村優作と対戦し、1Rに左のオーバーハンドフックでダウンを奪い、パウンドでTKO勝ちを収めた。
2020年11月21日、RIZIN.25でPANCRASEストロー級王者の北方大地と対戦し、互角の展開となり3-0の判定勝ち。
2021年11月28日、RIZIN TRIGGER 1stで松場貴志と対戦し、際どい試合となるも2-1の判定勝ちを収めた。
2022年3月20日、RIZIN.34で修斗フライ級1位の宇田悠斗と対戦し、2-1の判定勝ちを収めた。
2023年5月6日、RIZIN.42にて元UFCフライ級1位のジョン・ドッドソンと対戦し、善戦するも0-3の判定負けを喫し、RIZIN初黒星となった。

## 人物
- 趣味は釣り、猫観察、球技[9]。

## 戦績

### 総合格闘技
| 総合格闘技 戦績 | 総合格闘技 戦績 | 総合格闘技 戦績 | 総合格闘技 戦績 | 総合格闘技 戦績 | 総合格闘技 戦績 | 総合格闘技 戦績 |
| --------------- | --------------- | --------------- | --------------- | --------------- | --------------- | --------------- |
| 21 試合         | (T)KO           | 一本            | 判定            | その他          | 引き分け        | 無効試合        |
| 18 勝           | 3               | 2               | 13              | 0               | 0               | 0               |
| 3 敗            | 0               | 1               | 2               | 0               | 0               | 0               |

| 勝敗 | 対戦相手           | 試合結果                         | 大会名                                | 開催年月日     |
| ×    | ジョン・ドッドソン | 5分3R終了 判定0-3                | RIZIN.42                              | 2023年5月6日   |
| ○    | 宇田悠斗           | 5分3R終了 判定2-1                | RIZIN.34                              | 2022年3月20日  |
| ○    | 松場貴志           | 5分3R終了 判定2-1                | RIZIN TRIGGER 1st                     | 2021年11月28日 |
| ○    | 北方大地           | 5分3R終了 判定3-0                | RIZIN.25                              | 2020年11月21日 |
| ○    | 中村優作           | 1R 4:06 TKO（左フック→パウンド） | RIZIN.23 - CALLING OVER -             | 2020年8月10日  |
| ○    | 清水俊裕           | 5分2R終了 判定3-0                | ZST.67                                | 2020年1月26日  |
| ○    | ハシャーン・フヒト | 5分2R終了 判定3-0                | DEEP 93 IMPACT                        | 2019年12月15日 |
| ○    | 佐々木亮太         | 5分2R終了 判定3-0                | ZST.64                                | 2019年5月14日  |
| ○    | 伊藤盛一郎         | 5分2R終了 判定3-0                | ZST.62                                | 2018年10月18日 |
| ○    | 駒杵嵩大           | 5分2R終了 判定3-0                | ZST.61                                | 2018年8月13日  |
| ○    | 加マーク納         | 5分3R終了 判定3-0                | ZST.60 【第4代ZSTフライ級王座決定戦】 | 2018年5月12日  |
| ○    | ジョン・ウォンニ   | 2R 4:54 腕ひしぎ十字固め         | ZST.58                                | 2017年11月25日 |
| ○    | 鮎田直人           | 5分2R終了 判定3-0                | BRAVE FIGHT 15                        | 2017年8月26日  |
| ○    | タイガー石井       | 5分2R終了 判定3-0                | GRACHAN 28×BRAVE FIGHT 14             | 2017年2月26日  |
| ○    | 田村淳             | 5分2R終了 判定3-0                | ZST.54                                | 2016年11月27日 |
| ×    | ウー・ヅゥー       | 5分3R終了 判定0-3                | ELEVATION POWER IN CAGE 8             | 2016年9月28日  |
| ○    | 高橋拓也           | 2R 4:36 TKO（グラウンドパンチ）  | ZST.52                                | 2016年8月7日   |
| ○    | India Date         | 1R 2:20 TKO（パンチ）            | BRAVE FIGHT 13                        | 2016年7月3日   |
| ○    | 清水修             | 1R 4:08 ノースサウスチョーク     | GRACHAN 22×BRAVE FIGHT 12             | 2016年2月28日  |
| ○    | 小林優             | 5分2R終了 判定3-0                | BRAVE FIGHT 11                        | 2015年11月8日  |
| ×    | 草信孝謙           | 1R 2:05 リアネイキッドチョーク   | BRAVE FIGHT 10                        | 2015年7月19日  |

### グラップリング
| 勝敗 | 対戦相手 | 試合結果           | 大会名                         | 開催年月日    |
| △    | 中村大介 | 8分1R終了 時間切れ | QUINTET FIGHT NIGHT 7 in TOKYO | 2021年7月13日 |
| △    | 所英男   | 5分1R終了 時間切れ | BRAVE FIGHT 18×GRACHAN 39      | 2019年3月10日 |

## 獲得タイトル
- 第4代ZSTフライ級王座（2018年）

### 試合映像
1. ↑  『【試合映像】中村優作 vs. 竿本樹生 / Yusaku Nakamura vs. Tatsuki Saomoto - RIZIN.23』RIZIN公式YouTubeチャンネル、2020年。
2. ↑  『【試合映像】竿本樹生 vs. 北方大地 / Tatsuki Saomoto vs. Daichi Kitakata - RIZIN.25』RIZIN公式YouTubeチャンネル、2020年。
3. ↑  『【試合映像】竿本樹生 vs. 松場貴志 / Tatsuki Saomoto vs. Takashi Matsuba - RIZIN TRIGGER 1st』RIZIN公式YouTubeチャンネル、2021年。
4. ↑  『【試合映像】竿本樹生 vs. 宇田悠斗 / Tatsuki Saomoto vs. Yuto Uda - RIZIN.34』RIZIN公式YouTubeチャンネル、2022年。

### 補足映像
1. ↑  『【番組】RIZIN CONFESSIONS #125（※試合映像＆ジョン・ドッドソンと竿本樹生による試合振り返りドキュメンタリー番組）』RIZIN公式YouTubeチャンネル、2023年。